# Клэр Виндзор, графиня Ольстерская
Клэр Алекса́ндра Виндзор, графиня Ольстерская (англ. Claire Alexandra Windsor, Countess of Ulster), в девичестве — Бут (англ. Booth; 29 декабря 1977, Шеффилд, Саут-Йоркшир, Англия, Великобритания) — графиня Ольстерская.
Врач по профессии, она предпочитает оставаться известной как доктор Клэр Бут.

## Биография
Клэр Александра Бут родилась 29 декабря 1977 года в Шеффилде (графство Саут-Йоркшир, Англия, Великобритания) в семье Роберта Бута (род. 1948) и Барбары Патриши Хитчин. У Клэр есть младшая сестра — Джоанн Бут (род. 1979).
В 2001 году закончила Королевский колледж Лондона со степенями бакалавра медицины и бакалавра хирургии, в 2007 году — Университетский колледж Лондона со степенью магистра; в 2012 году защитила диссертацию.
С 22 июня 2002 года Клэр замужем за Александром Виндзором, графом Ольстерским (род. 1974). У супругов есть двое детей: 
- сын Ксан Ричард Андерс, лорд Каллоден (род. 12.03.2007)[2]
- дочь Козима Роуз Александра, леди Виндзор (род. 20.05.2010).